# Zapotitlán, Veracruz
Zapotitlán är en ort i Mexiko.   Den ligger i kommunen Tatahuicapan de Juárez och delstaten Veracruz, i den sydöstra delen av landet, 500 km öster om huvudstaden Mexico City. Zapotitlán ligger 17 meter över havet och antalet invånare är 461.
Terrängen runt Zapotitlán är kuperad åt sydväst, men åt nordväst är den platt. Havet är nära Zapotitlán åt nordost.  Närmaste större samhälle är Los Arrecifes, 7,8 km väster om Zapotitlán. 